# هارالد گیله
هارالد گیله (نروژی: Harald Gille؛ ح. ۱۱۰۳ – ۱۴ دسامبر ۱۱۳۶) پادشاه نروژ بین سال‌های ۱۱۳۰ تا ۱۱۳۶ میلادی بود.